# Lijst van gouverneurs van Norrbottens län
Dit is een lijst van gouverneurs van de provincie Norrbottens län in Zweden, in de periode 1810 tot heden. Norrbottens län splitste zich in 1810 af van Västerbottens län. Het Zweeds voor gouverneur is landshövding.
- Per Adolph Ekorn 1810–1816
- Gustaf Adolph Koskull 1816–1821
- Paul Öhrvall 1821–1825
- Carl Georg Sparre 1825–1836
- Carl August von Hedenberg 1836–1849
- Hans Samuel Knut Åkerhielm 1849–1856
- Axel Emanuel Ros 1856–1859
- Per Henrik Widmark 1859–1861
- Sven Peter Bergman 1861–1873
- Henrik Adolf Widmark 1873–1885
- Lars Berg 1885–1893
- Karl Sigfrid Husberg 1893–1900
- Karl Johan Bergström 1900–1911
- Oskar Fredrik von Sydow 1911–1917
- Carl Gösta Oskar Malm 1917–1928
- August Bernhard Gärde 1928–1937
- David Hansén 1937–1947
- Oskar Wilhelm Lövgren 1947–1952
- Folke Tunborg 1953–1957
- Manfred Näslund 1957–1966
- Ragnar Lassinantti 1966–1982
- Erik Hammarsten 1982–1985
- Curt Boström 1985–1991
- Gunnar Brodin 1992–1995
- Björn Rosengren 1996–1998
- Kari Marklund 1999–2003
- Per-Ola Eriksson 2003–2012
- Johan Antti waarnemend, 2012
- Sven-Erik Österberg 2012–2018
- Johan Antti waarnemend, 2018
- Björn O. Nilsson 2018–2021
- Lotta Finstorp sinds 2021

Blekinge län · Dalarnas län · Gävleborgs län · Gotlands län · Hallands län · Jämtlands län · Jönköpings län · Kalmar län · Kronobergs län · Norrbottens län · Örebro län · Östergötlands län · Skåne län · Södermanlands län · Stockholms län · Uppsala län · Värmlands län · Västerbottens län · Västernorrlands län · Västmanlands län · Västra Götalands län